# The Dream of the Blue Turtles
The Dream of the Blue Turtles é o álbum de estreia a solo do cantor Sting, lançado em 1985.

## Faixas
Todas as faixas por Sting, exceto onde anotado.
Lado A
1. "If You Love Somebody Set Them Free" – 4:14
2. "Love Is the Seventh Wave" – 3:30
3. "Russians" (Prokofiev, Sting) – 3:57
4. "Children's Crusade" – 5:00
5. "Shadows in the Rain" – 4:56

Lado B
1. "We Work the Black Seam" – 5:40
2. "Consider Me Gone" – 4:21
3. "The Dream of the Blue Turtles" – 1:15
4. "Moon over Bourbon Street" – 3:59
5. "Fortress Around Your Heart" – 4:48

## Paradas
| Parada (1985)                                 | Posições |
| --------------------------------------------- | -------- |
| Estados Unidos - Billboard R&B/Hip-Hop Albums | 35       |
| Estados Unidos - Billboard 200                | 2        |